# Mrs Henderson Presents (musical)
Mrs Henderson Presents és una comèdia musical amb música de George Fenton i Simon Chamberlain, amb lletres de Don Black i un llibret de Terry Johnson. Basat en la pel·lícula Mrs Henderson Presents de 2005 , el musical va rebre la seva estrena mundial al Theatre Royal, Bath el 2015 i es va traslladar al Noël Coward Theatre del West End el febrer de 2016. La pel·lícula es va basar en la història real de Laura Henderson i el Windmill Theatre de Londres.

## Fons
El musical està basat en la pel·lícula de 2005 Mrs Henderson Presents. La pel·lícula es va basar en la història real del Windmill Theatre de Londres i la seva propietària Laura Henderson, que va transformar el teatre i va produir espectacles de Revudeville amb noies estàtiques nues, aprofitant una escletxa en les Lleis de censura del Lord Chamberlain Lord Cromer.
El juny de 2014, el productor John Reid va revelar per primera vegada que s'estava preparant una adaptació, amb un taller que tenia lloc el mateix any. El 16 d'octubre de 2014, el musical es va confirmar oficialment i es va anunciar que l'espectacle rebria la seva estrena mundial l'estiu de 2015, amb vista a ser traslladat al West End. El musical va ser dirigit per Terry Johnson, autor del llibret, basat en un guió original de Martin Sherman, amb coreografia d'Andrew Wright, escenografia de Tim Shortall, vestuari. disseny de Paul Wills, il·luminació de Ben Ormerod i consultoria de màgia de Scott Penrose.

## Historial de la producció
La producció d'estrena de l'espectacle va començar les preestrenes al Theatre Royal de Bath, el 15 d'agost de 2015, amb la seva nit d'estrena oficial el 26 d'agost, per una tirada limitada fins al 25 de setembre de 2015. Els assajos van començar el 7 de juliol de 2015. El 6 de març de 2015, es va anunciar el càsting inicial amb la notícia que Janie Dee interpretaria el paper de Laura Henderson amb Emma Williams fent de Maureen. Altres membres notables del repartiment van ser Ian Bartholomew com Vivian Van Damm i Mark Hadfield com Arthur. El 7 de juliol de 2015, es va revelar que Janie Dee s'havia retirat de la producció abans dels assajos per motius personals i que Tracie Bennett la substituiria en el paper de Laura Henderson.
Després de la finalització de la prova musical a Bath , es va anunciar que l'espectacle es traslladaria al Noël Coward Theatre del West End de Londres, amb una nit d'estrena oficial el 16 de febrer de 2016, després de les prèvies del 9 de febrer. La majoria del repartiment va repetir els seus papers amb l'excepció de Mark Hadfield, que va ser substituït en el paper d'Arthur per l'antic actor d'EastEnders Jamie Foreman, Graham Hoadly que (a causa d'un compromís contractual previ) va ser substituït al paper de Lord Cromer per Robert Hands i Jane Milligan que va ser substituïda en el paper de Lady Conway per Liz Ewing.
El programa del West End va obtenir crítiques diverses i es va tancar després dels seus quatre mesos inicials. No es va donar cap motiu oficial per al tancament, tot i que no es creu que hagi estat un èxit financer. A la seva crítica de 2 estrelles per a l'Evening Standard, Fiona Mountford va afirmar que el musical "comparteix amb la pel·lícula una falta d'impuls desesperada", i de les cançons, "cap és memorable". En la seva ressenya de 4 estrelles per The Stage, Mark Shenton va afirmar que l'espectacle "no defuig les vores dures ocasionals. En canvi, en concentrar-se en les vides entre bastidors dels ballarins i la gestió del Windmill, hi ha més alegria, sovint patriòtic, té un gust, que tant canta com ocasionalment pica.
El 15 de març de 2017, la producció es va estrenar al Royal Alexandra Theatre de Toronto, Canadà, on va tenir un compromís limitat fins al 23 d'abril de 2017. L'espectacle es va reformular essencialment tot i que Tracie Bennett va tornar a interpretar el paper de la senyora Henderson, amb el repartiment també incloïa Peter Polycarpou i Evelyn Hoskins com a Maureen.

## Música
El musical inclou una partitura original composta per George Fenton i Simon Chamberlain, amb lletra de Don Black, orquestracions de Larry Blank,disseny de so de Gareth Oweni direcció musical i arranjaments de veu de Mike Dixon.

### Números musicals
| Acte I - "Everybody Loves the Windmill" - Arthur & la Companyia - "Mrs Henderson Presents" - Laura Henderson, Vivian Van Damm & la Companyia - "Whatever Time I Have" - Laura - "Lord Chamberlain's Song" - Lord Cormer, Laura & el Secretari - "What a Waste of a Moon" - Eddie - "Rubens and Renoir" - Vivian, Doris, Vera & Peggy - "Ordinary Girl" - Maureen & Laura - "It Starts With a Dream" - Bertie, Maureen, Doris, Vera, Peggy & the Windmill Girls - "Perfect Dream" - Maureen, Doris, Vera, Peggy, Laura, Lord Cromer, Lady Conway & the Windmill Girls - "Living in a Dream World" - Vivian - "He's Got Another Think Coming" - Bertie, Arthur, Maureen, & the Windmill Girls | Acte II - "'Women at War' Medley" - The Windmill Girls - "Now is Not the Time" - Vivian - "Anything But Young" - Laura & Vivian - "We'll Never Close" - La Companyia - "Whatever Time I Have (Reprise)" - Laura - "What a Waste of a Moon (Reprise)" - Maureen & Eddie - "Now is Not the Time (Reprise)" - Vivian - "Innocent Soldier" - La Companyia - "If Mountains Were Easy to Climb" - Maureen & Laura - "We Never Close (Reprise)" - La Companyia - "Walkdown" - The Windmill Orchestra |

## Papers principals i repartiments originals
| Personatge                      | Theatre Royal Bath                            | West End                                      |
| ------------------------------- | --------------------------------------------- | --------------------------------------------- |
| Laura Henderson                 | Tracie Bennett                                | Tracie Bennett                                |
| Vivian Van Damm                 | Ian Bartholomew                               | Ian Bartholomew                               |
| Maureen                         | Emma Williams                                 | Emma Williams                                 |
| Arthur                          | Mark Hadfield                                 | Jamie Foreman                                 |
| Lord Cromer                     | Graham Hoadly                                 | Robert Hands                                  |
| Eddie                           | Matthew Malthouse                             | Matthew Malthouse                             |
| Bertie                          | Samuel Holmes                                 | Samuel Holmes                                 |
| Peggy                           | Katie Bernstein                               | Katie Bernstein                               |
| Doris                           | Lizzy Connolly                                | Lizzy Connolly                                |
| Vera                            | Lauren Hood                                   | Lauren Hood                                   |
| Lady Conway                     | Jane Milligan                                 | Liz Ewing                                     |
| Suzanne                         | Katrina Kleve                                 | Katrina Kleve                                 |
| Frank                           | Alexander Delamere                            | Alexander Delamere                            |
| Cyril                           | Dickie Wood                                   | Dickie Wood                                   |
| Spoons                          | Sam O'Rourke                                  | Sam O'Rourke                                  |
| Aggie                           | Julie Armstrong                               | Tania Newton                                  |
| Sid                             | Andrew Bryant                                 | Andrew Bryant                                 |
| Magician                        | Neil Stewart                                  | Neil Stewart                                  |
| Nigel / Lord Cromer's Secretary | Oliver Jackson                                | Oliver Jackson                                |
| Windmill Girls                  | Sarah Bakker Rhiannon Chesterman Victoria Hay | Sarah Bakker Rhiannon Chesterman Victoria Hay |

## Premis i nominacions
| Any  | Premi                   | Categoria                                           | Nominat            | Resultat |
| ---- | ----------------------- | --------------------------------------------------- | ------------------ | -------- |
| 2016 | Premis Laurence Olivier | Millor Musical Nou                                  | Millor Musical Nou | Nominat  |
| 2016 | Premis Laurence Olivier | Millor Actor de Musical                             | Ian Bartholomew    | Nominat  |
| 2016 | Premis Laurence Olivier | Millor Actriu de Musical                            | Tracie Bennett     | Nominat  |
| 2016 | Premis Laurence Olivier | Millor Actriu en un Paper de Repartiment de Musical | Emma Williams      | Nominat  |